# Obroatis rufa
Obroatis rufa är en fjärilsart som beskrevs av William Schaus 1904. Obroatis rufa ingår i släktet Obroatis och familjen nattflyn. Inga underarter finns listade i Catalogue of Life.